# لهاک پسر ویسه
لَهّاک یکی از شخصیت‌های داستانی در شاهنامه فردوسی، مهم‌ترین کتاب حماسه در زبان فارسی است. او از برادران پیران است که در جنگ دوازده رخ پس از کشته شدن پیران به همراه برادر دیگر خود فرشیدورد گریخت. گستهم پسر گژدهم آن دو را تعقیب کرد و کشت.
| برفتند لهّاک و فرشیدورد |  | بدانجا که بُـــد جایگاه نبرد |

## لهاک در شاهنامه
آخرین نبرد دوازده‌رخ، به عبارتی یازدهمین نبرد تن به تن میان گودرز و پیران که هر دو سپهسالار بودند حادث شد و در این پیکار پیران فرمانده سپاه توران به قتل رسید و لشکریان توران بی‌پناه و بی‌صاحب شدند. چون دیدبان از کوه کنابد عَلَم پیران را سرنگون دید به اردوگاه آمد پایان کار پیران و شکست لشکر را اعلام نمود. لهاک و فرشیدورد به محل پیکار شتافتند و با چشمان خود جسد پیران همراه ده دلاور دیگر را مشاهده کردند.
پیش از نبرد پیران عهد کرده بود که هر کدام از طرفین در این مبارزه پیروز شدند با افراد لشکر کاری نداشته باشند و آنها را در انتخاب مسیر آزاد بگذارند، ولی اینک او به قتل رسیده بود و گودرز هم قولی به پیران راجع به این موضوع نداده بود. لهاک و فرشیدورد اندرز پیران را به یاد آورند که گفته بود: اگر من کشته گشتم سپاه توران از گودرز امان خواهند خواست ولی شما دو تن از راه بیابان فرار کنید و جان خویش را نجات دهید تا نسل ویسه نابود نگردد:
| اگر کشته گردم برین دشت‌کین    |  | شود تنگ بر نامداران زمین   |
| نه از تخمهٔ ویسه ماند کسی     |  | که اندر سرش مغز باشد بسی   |
| که بر کینه‌گه چونک ما را کشند |  | چو سرهای ما سوی ایران کشند |
| ز گودرز خواهد سپه زینهار     |  | شما خویشتن را مدارید خوار  |
| همه راه سوی بیابان برید      |  | مگر کز بد دشمنان جان برید  |